# Fantagio
Fantagio (hangul: 판타지오) är ett sydkoreanskt skivbolag, filmbolag, TV-produktionsbolag och en talangagentur bildad år 2008.
Fantagio grundades som NOA Entertainment (Network of Asia) innan namnet ändrades 2011. Dotterbolagen är Fantagio Music och Fantagio Pictures.

## Fantagio Music

### Nuvarande artister
|             |
| Hello Venus |